# Musée des Beaux-Arts et d'Histoire Naturelle de Châteaudun
Le musée des Beaux-Arts et d'Histoire Naturelle de Châteaudun est un musée municipal situé à Châteaudun dans le département français d'Eure-et-Loir, en région Centre-Val de Loire.

## Historique
La ville abrite un musée municipal des Beaux-Arts et d'Histoire naturelle, créé en 1864 par la Société dunoise d'archéologie, afin de conserver les objets archéologiques trouvés majoritairement dans le Dunois. Il rassemble les collections municipales — constituées dès la fin du XIXe siècle — et le musée privé du marquis Léonce de Tarragon, légué à la Ville en 1897.
Installé, depuis 1890, dans une ancienne école il est composé de neuf salles. Outre la collection archéologique initiale (de la Préhistoire au Moyen Âge), le musée s'est enrichi, au fil des donations de l’État et de legs privés, de collections variées.

## Collections

### Beaux-Arts

#### Peinture

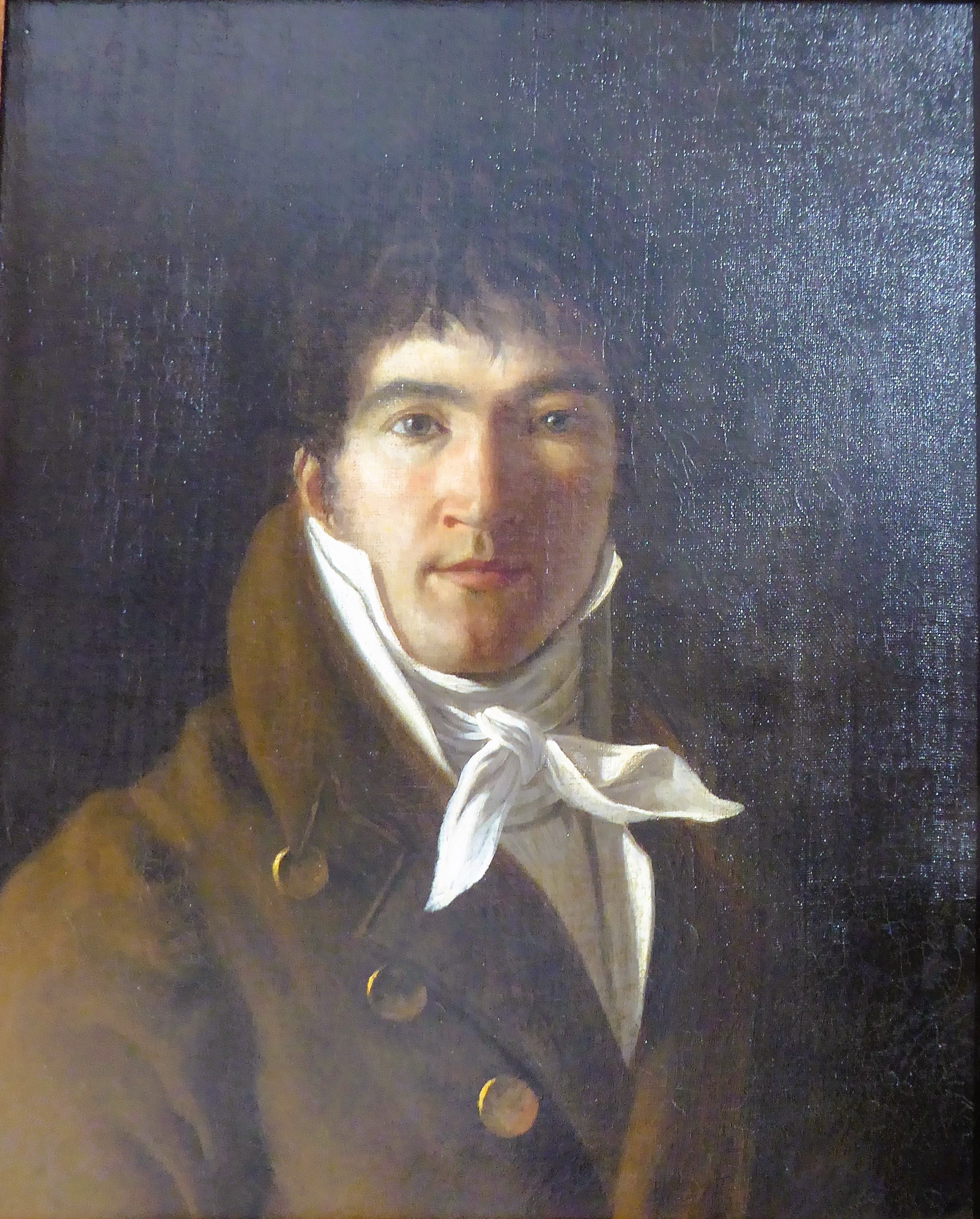
Autoportrait de Mathieu Cochereau.

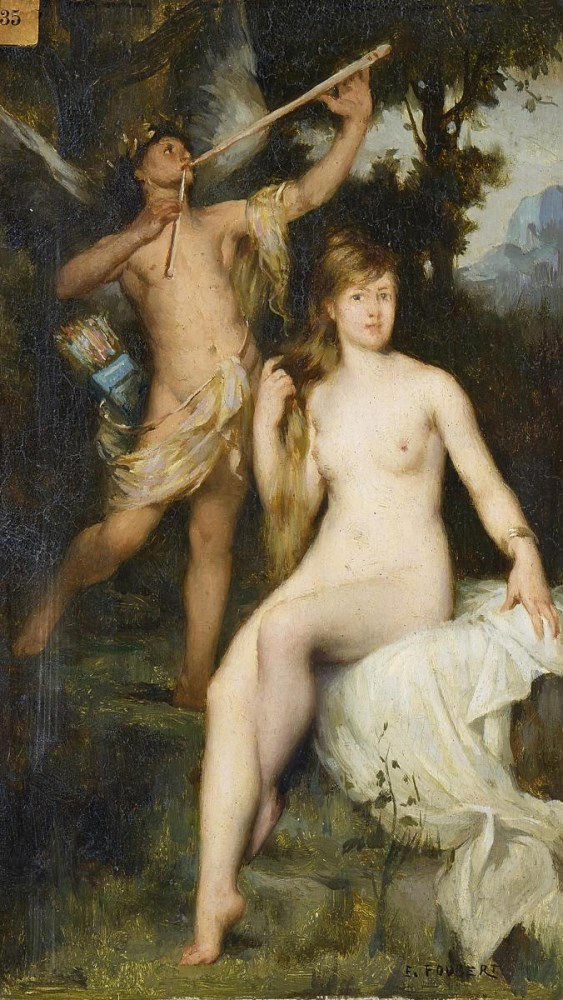
Églogue d'Émile Foubert, 1883.

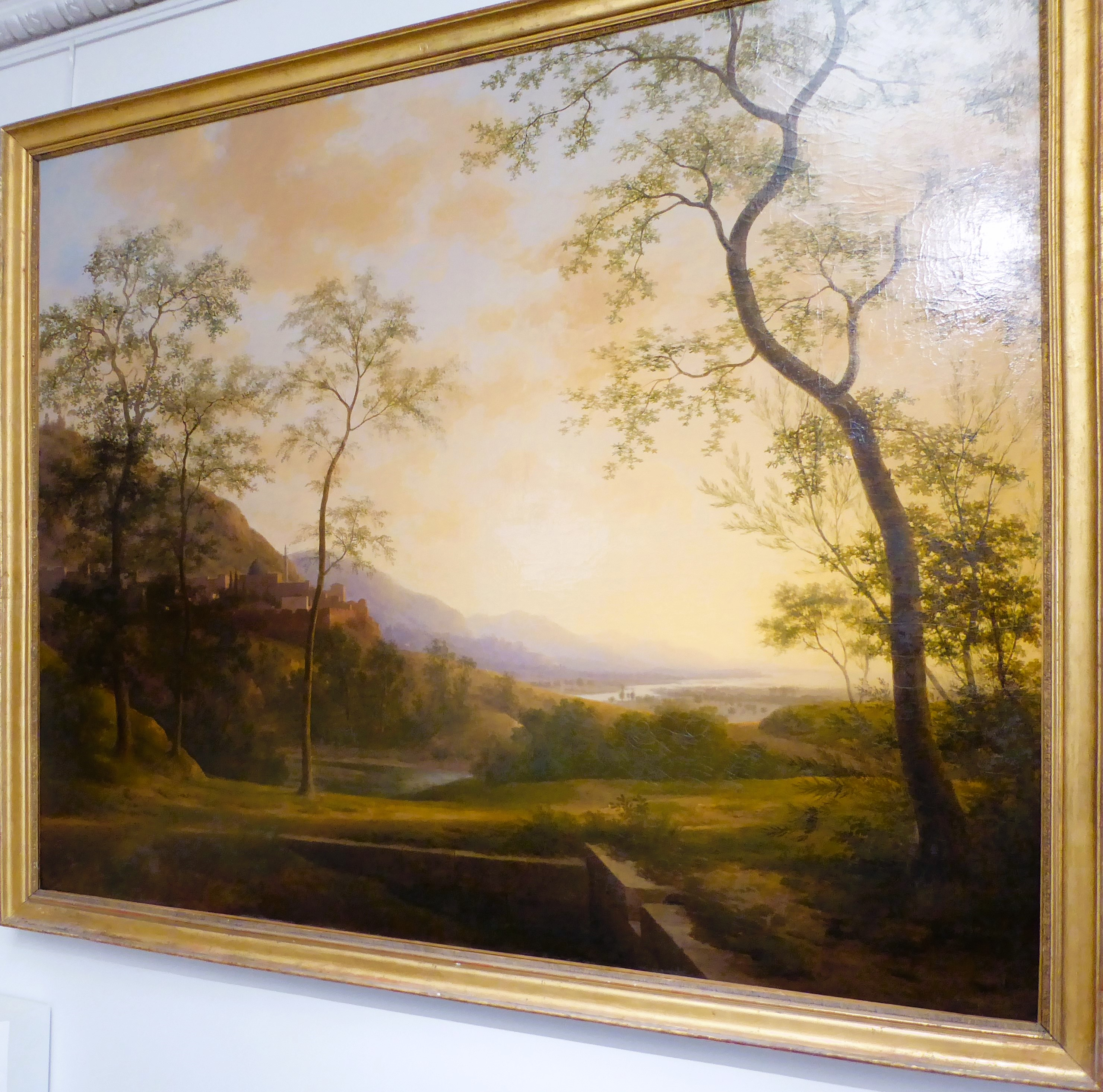
La Vallée du Jourdain, huile sur toile, 1819, Pierre Prévost.

Un département de peintures, principalement du XIXe siècle, offre, notamment, des représentations de Châteaudun et de ses environs. 
Une peinture anonyme du XVIIe siècle a pour titre Nature morte de fruits, 70,4 × 55,5 cm. Ce tableau de l'école italienne provient d'un dépôt par le musée du Louvre en 1876. Une seconde peinture du XVIIe siècle, Paysage arrosé par une rivière de Lodewijk de Vadder (68 × 93 cm), également un dépôt du Louvre en 1898, disparaît du bureau du maire de la ville entre 1974 et 1981.
Un tableau du XVIIIe siècle de Jean II Restout (1692-1768), Les Noces de Cana, figure dans la collection,  Classé MH (1906). Selon la plateforme ouverte du patrimoine du ministère de la Culture, cette peinture serait exposée dans le bras nord du transept de l'église Saint-Jean-de-la-Chaîne de Châteaudun.
Du XIXe siècle, les œuvres suivantes sont recensées :
- Eugène Baudouin[Note 1] : Paysage, huile sur toile, 1878 (inv. M.81.13) ;

- Amédée Beaujoint (1824-1871)[4] :
  - Église Saint-Lubin, aquarelle 22 × 26,8 cm ;
  - Châteaudun, le Donjon, huile sur toile 32,3 × 24,3 cm.

- Achille Cesbron : Le Puits aux roses[5], huile sur toile, dépôt de l’État de 1902, transfert de propriété de l’État à la ville de Châteaudun en 2010 (inv. M.81.14).

- Éloy Chapsal : Le sacrifice d'Abraham, huile sur toile, 1844.

- Mathieu Cochereau (1793-1817) :
  - Autoportrait du peintre Mathieu Cochereau de face sur fond noir coiffé en coup de vent, huile sur toile, 1er quart du XIXe siècle (inv. SD.81.42) ;
  - Autoportrait du peintre Mathieu Cochereau dans son atelier (Intérieur de l'atelier de l'artiste), huile sur toile, 49 × 59 cm, 1er quart du XIXe siècle (inv. M.81.54) ; ce tableau figure dans le catalogue établi par Bellier de la Chavignerie en 1893 pour le musée des Beaux-Arts de Chartres avec pour origine un don de Mme Roux en 1882[6] ;
  - Intérieur d'une Académie de dessin éclairée par une lampe, huile sur toile, 1er quart du XIXe siècle (inv. SD.81.45).

- Émile-Louis Foubert (1848-1911) : Églogue (Pan et nymphe sur fond de paysage), huile sur toile, dépôt de l’État de 1883 (inv M.81.8).

- Prosper Galerne (1836-1922)[4] :
  - Le Château de Châteaudun vu de la Marinière, huile sur toile 100,8 × 141,8 cm, 1881 (inv. M.81.31) ;
  - Le Château de Châteaudun (vu de la Porte d'Abas), huile sur toile 156 × 109 cm, 1882 (inv. M.81.7)[7] ;
  - Vue du château de Châteaudun prise de la rue de Sain-Jean ou l'Aile de Longueville vue du quartier Saint-Jean, huile sur toile 24,4 × 29,5 cm (inv SD.81.18) ;
  - Vue du Loir à Marboué ou Les bords du Loir à Marboué, huile sur toile, 41,5 × 27,3 cm, XIXe siècle (inv M.81.32) ;
  - Moulin sur le Loir, huile sur toile 37 × 54,5 cm ;
  - Le Château de Châteaudun vu des Fouleries, huile sur toile 45 × 62 cm.

- Galerne Raoul (fils de Prosper) : Châteaudun, le château vu du Loir, huile sur bois (inv. M.2006.0.2.1).

- Jean Louis Jacottet (1805-1880) : L'Abbaye de Bonneval, aquarelle 31,7 × 43 cm[4].

- René Lelong : Un soir, huile sur toile, 1901 (inv. M.81.16).

- Auguste Millot : Roses trémières, huile sur toile, dépôt de l’État de 1906, transfert de propriété de l’État à la ville de Châteaudun en 2010 (inv. M.81.17).

- Louis Moullin[4] :
  - La rue des Huileries à Châteaudun, dessin aquarellé, 13,8 × 19,7 cm ;
  - La rue Saint-Lubin à Châteaudun, dessin aquarellé, 13,9 × 19,7 cm

- Charles Pensée : Château de Châteaudun, l'aile du Dunois, fusain, 58,8 × 44,8 cm[4].

- Félix Philippoteaux : Barricade tournée, Châteaudun (1870), 1883[8].

- Pierre Prévost (oncle de Mathieu Cochereau) : Vue de la vallée du Jourdain, huile sur toile, 1819 (inv. SD.81.31).

- Paul Alexandre Protais :
  - 1870, donné par l’État, 1875 ;
  - Le Soir de Saint-Privat ;
  - Morts pour la patrie.

- François-Edme Ricois[4] :
  - Le Château de Châteaudun au couchant, huile sur toile 112 × 150 cm, 1872 ;
  - Ville de Châteaudun côté du levant, 1872  ;
  - Le prieuré Saint-Gilles, aquarelle avec rehauts de gouache 51,2 × 43,8 cm ;
  - Vue de Cloyes, crayon 28,3 × 47 cm, 1844 ;
  - Portail de la Touche Hersant, aquarelle 26 × 44,5 cm.

- Joseph Wencker : Sainte Élisabeth, Reine de Hongrie soignant un blessé, huile sur toile, dépôt de l’État de 1879, transfert de propriété de l’État à la ville de Châteaudun en 2010.

Galerie de peintures du musée
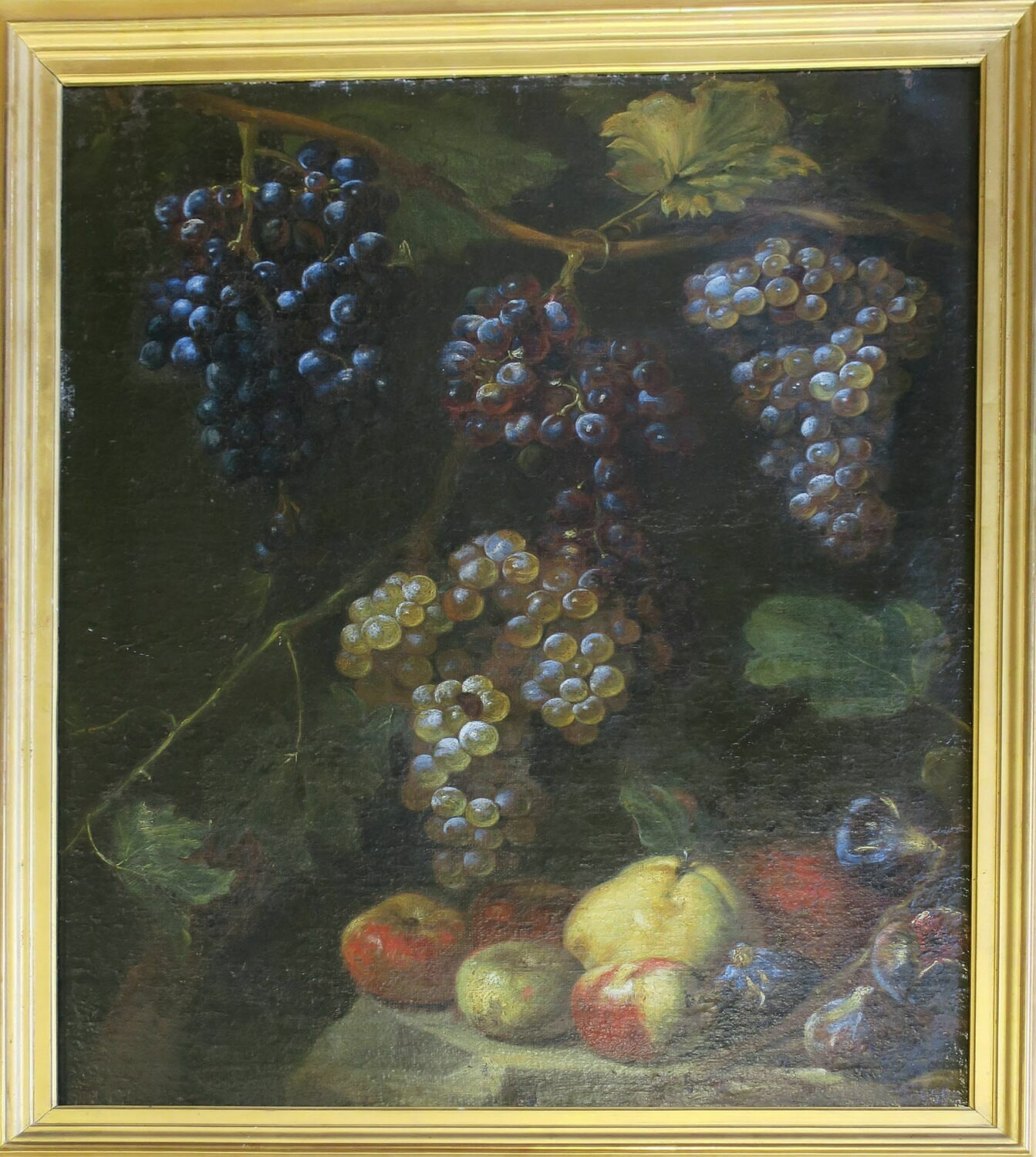
Nature morte de fruits, anonyme, XVIIe siècle.
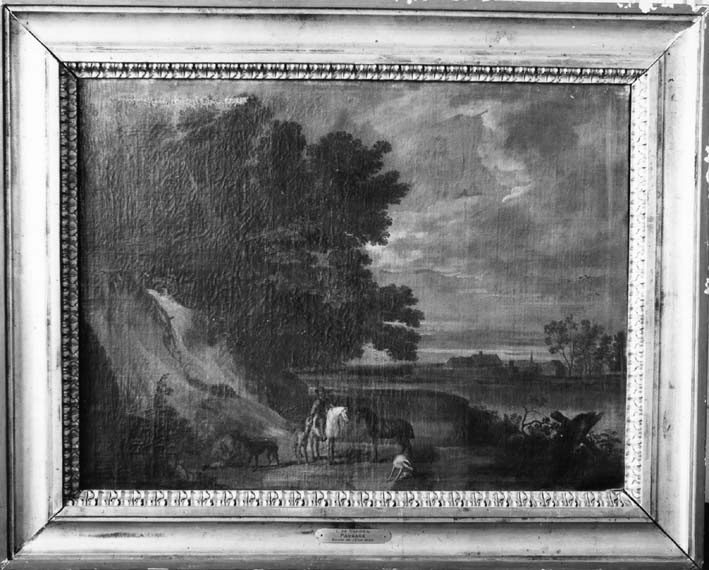
Paysage arrosé par une rivière, de Vadder, XVIIe siècle : œuvre recherchée.
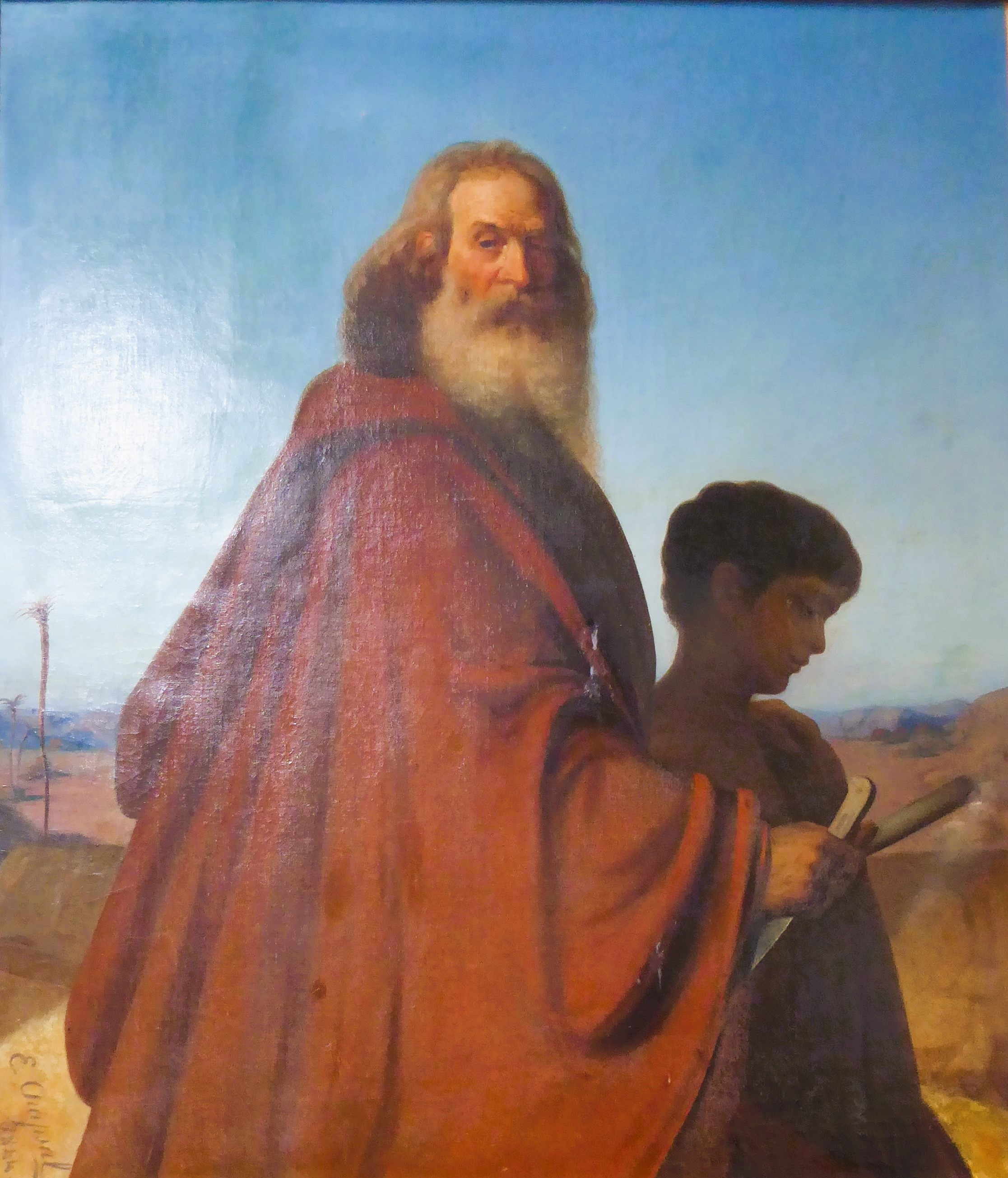
Le sacrifice d'Abraham, Éloy Chapsal, 1844.
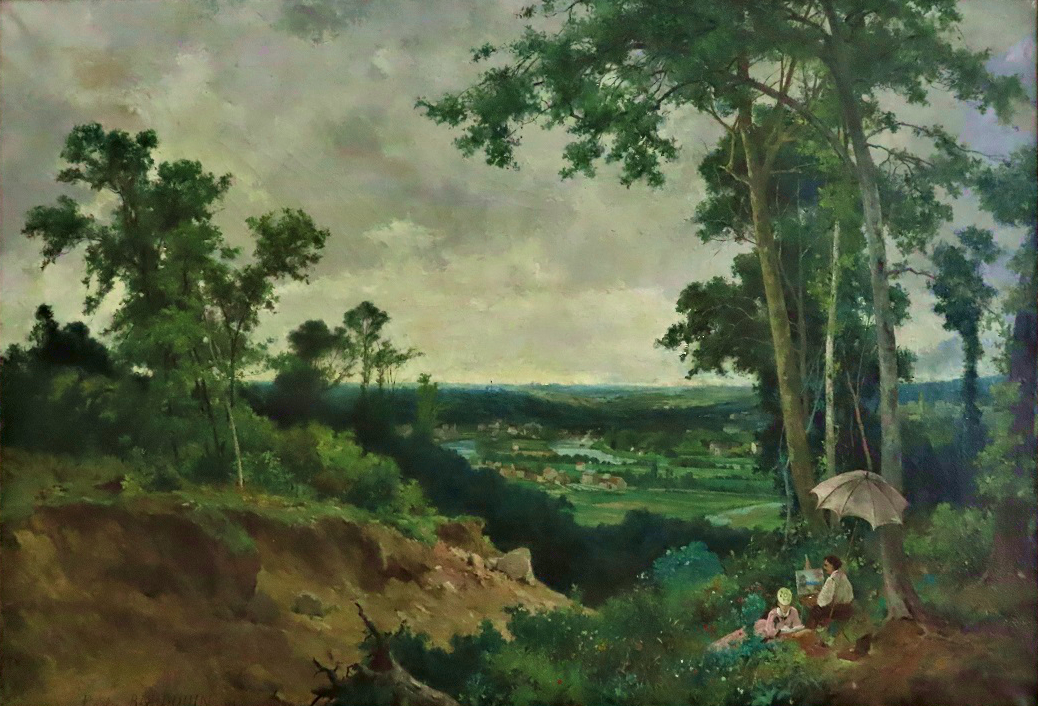
Paysage, Eugène Baudouin, 1878.
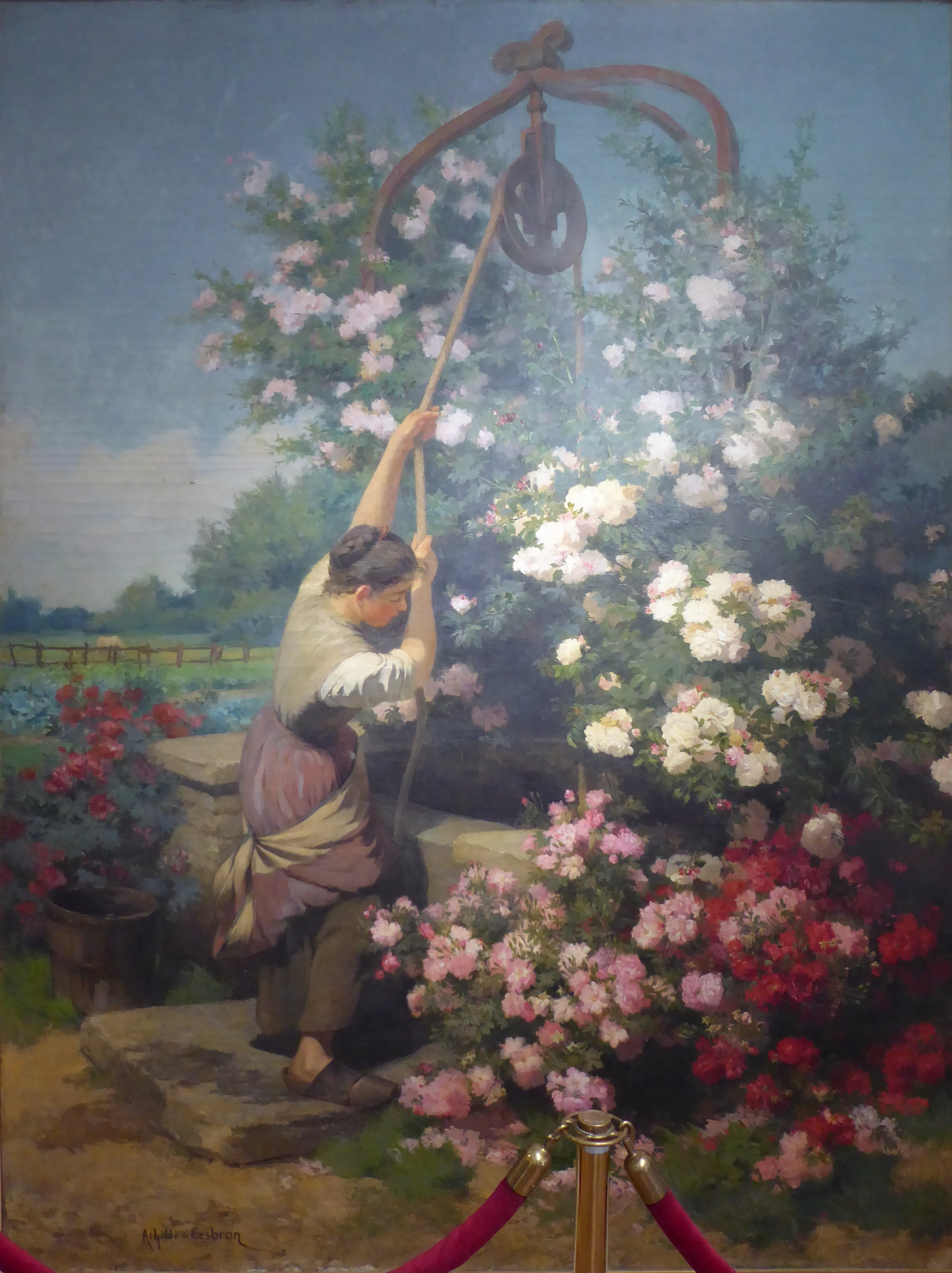
Le puits aux roses, Achille Cesbron.
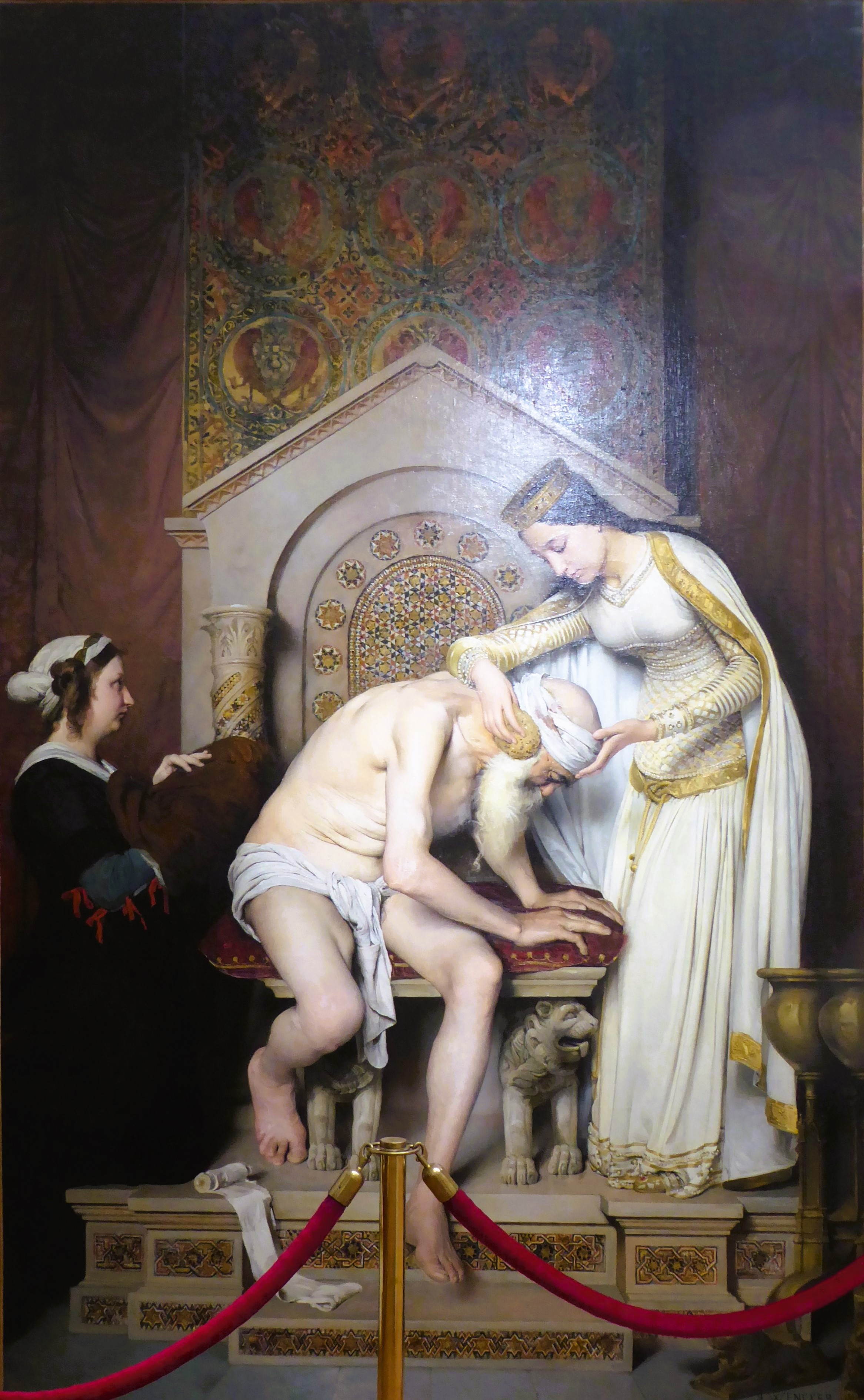
Sainte Élisabeth, J. Wencker..

Le château de Châteaudun dans la peinture
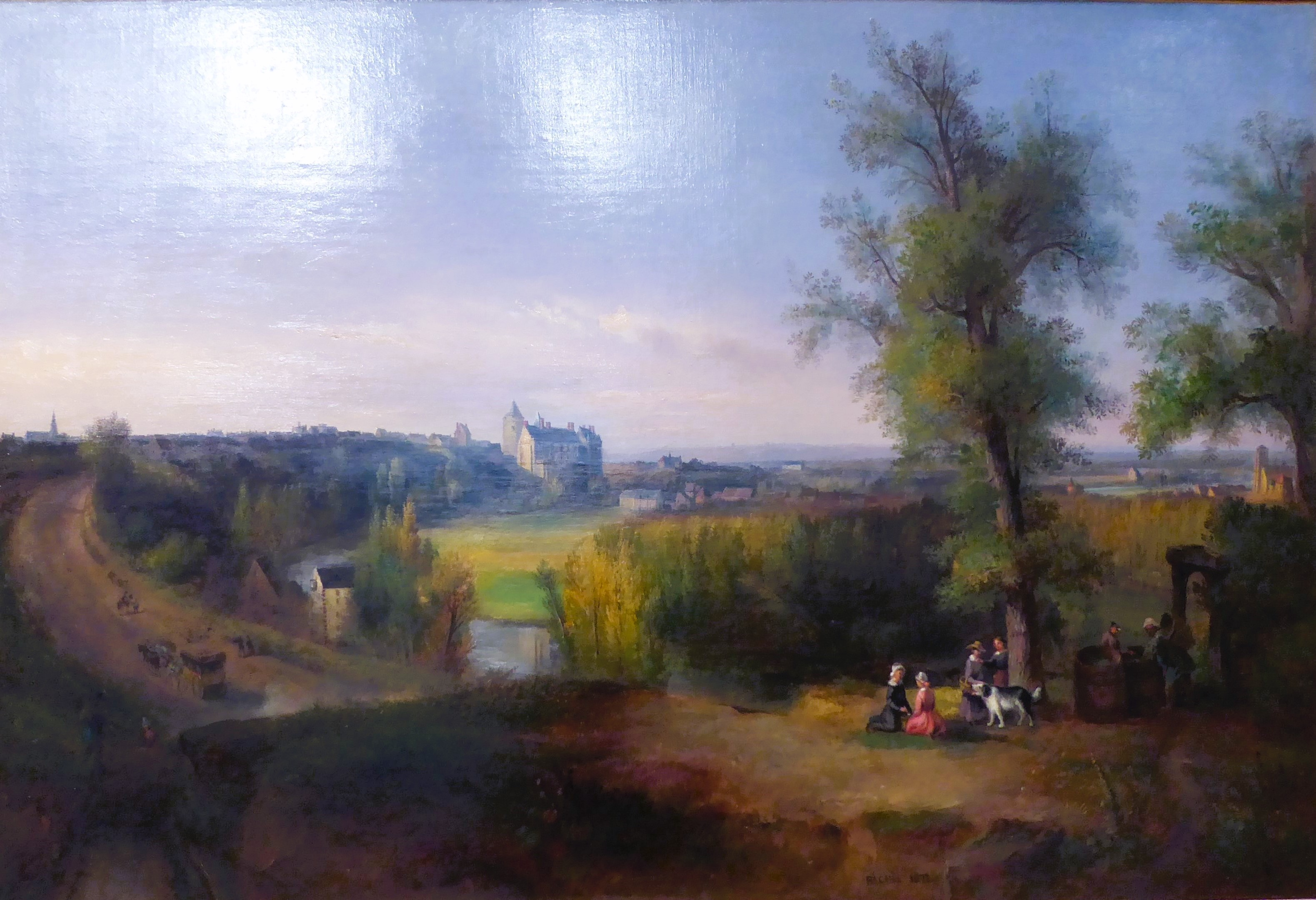
Ville de Châteaudun côté du levant, François-Edme Ricois, 1872.
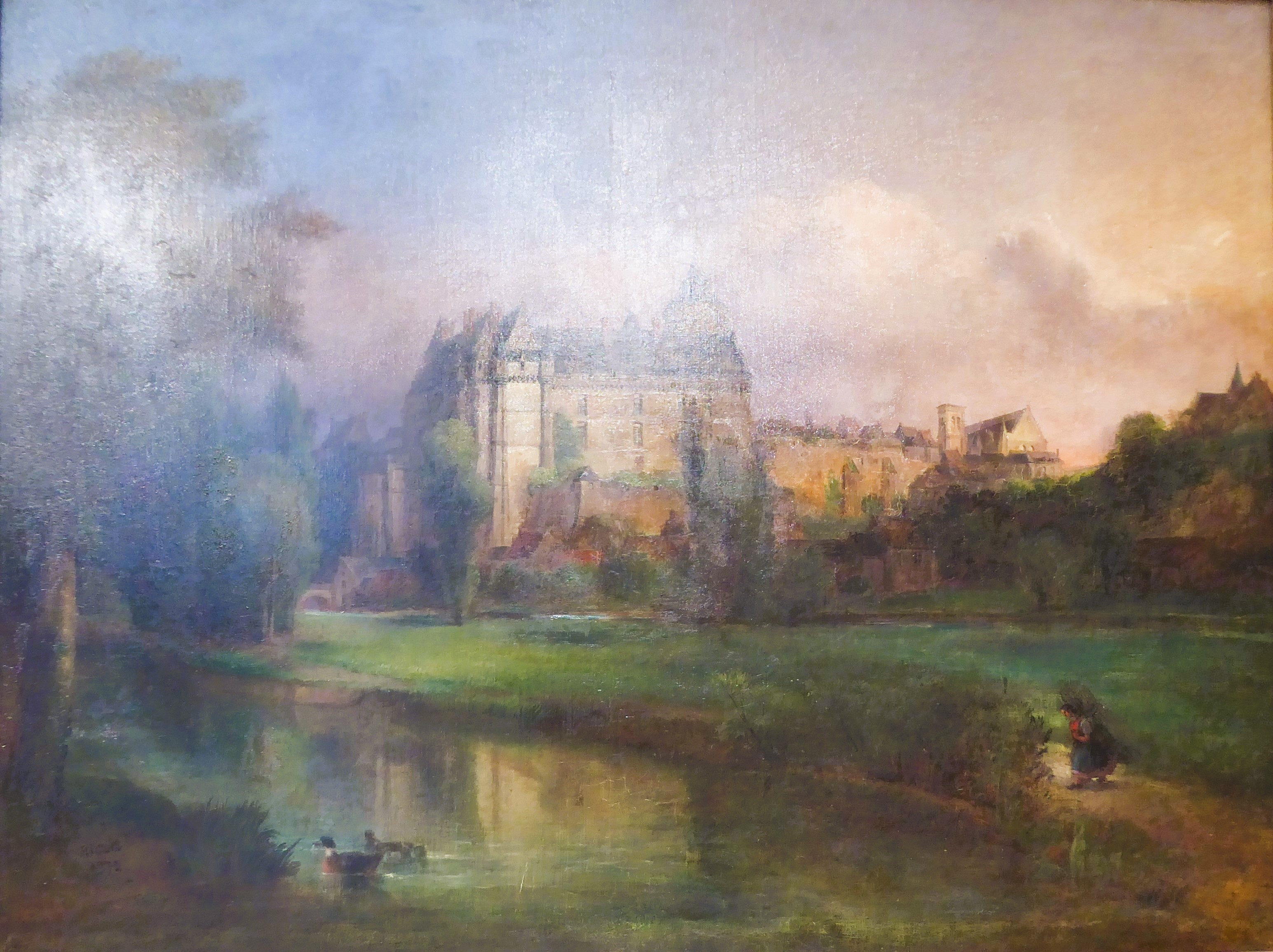
Vue de Châteaudun, au couchant, François-Edme  Ricois, 1872.
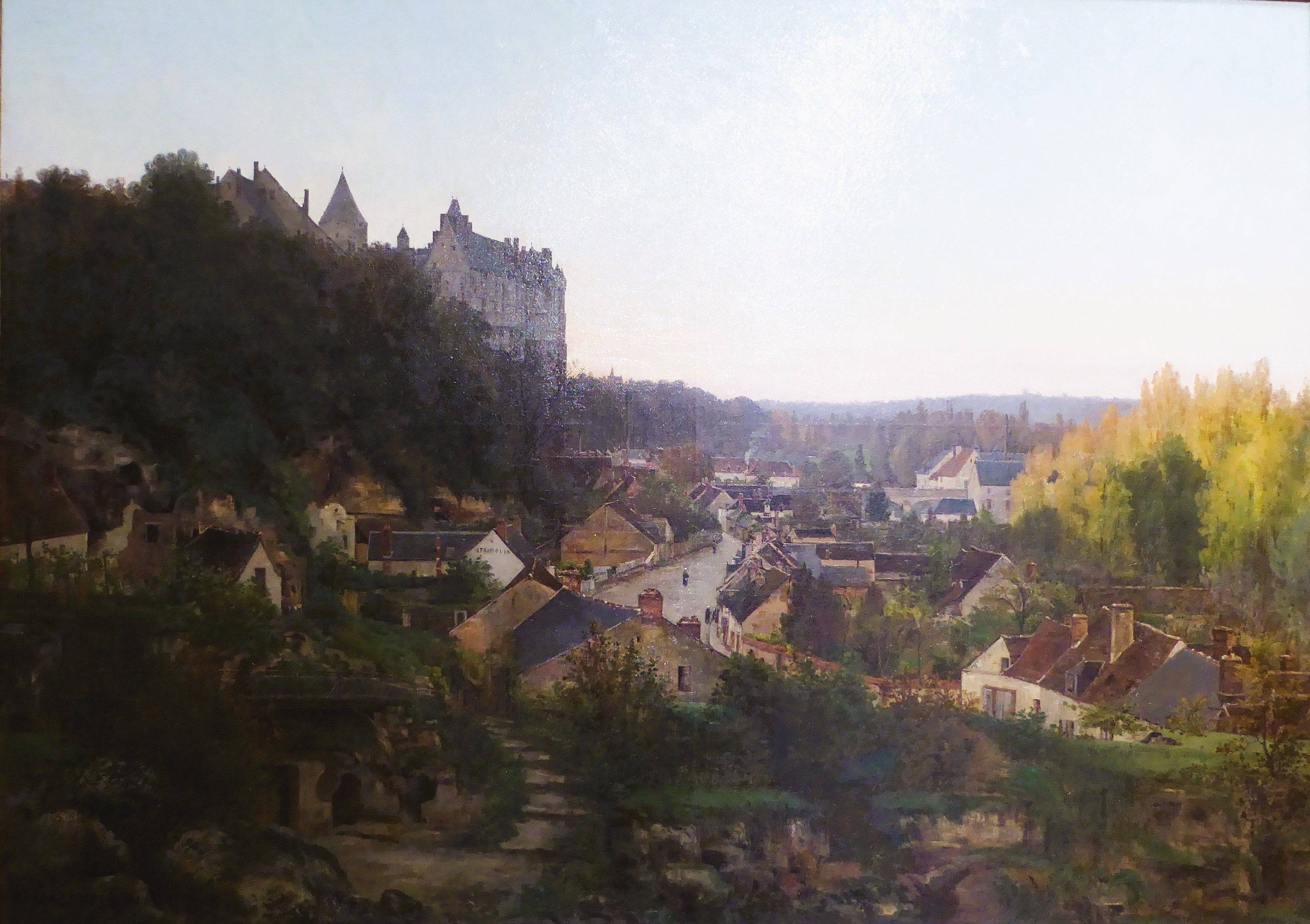
Château de Châteaudun vu de la Marinière, Prosper Galerne, 1881.
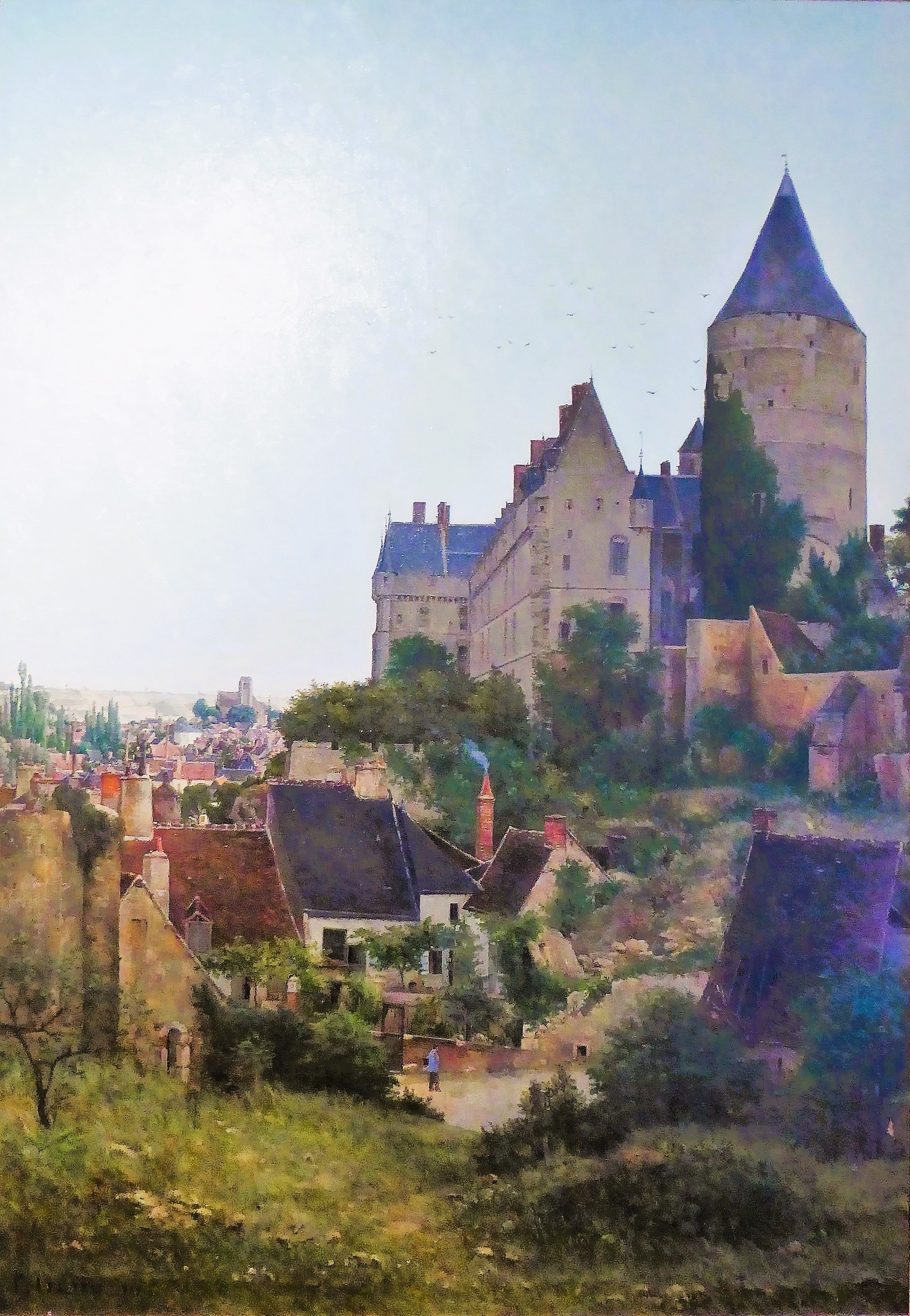
Château de Châteaudun , P. Galerne, 1882.

#### Sculpture

Œuvres exposées (2023)
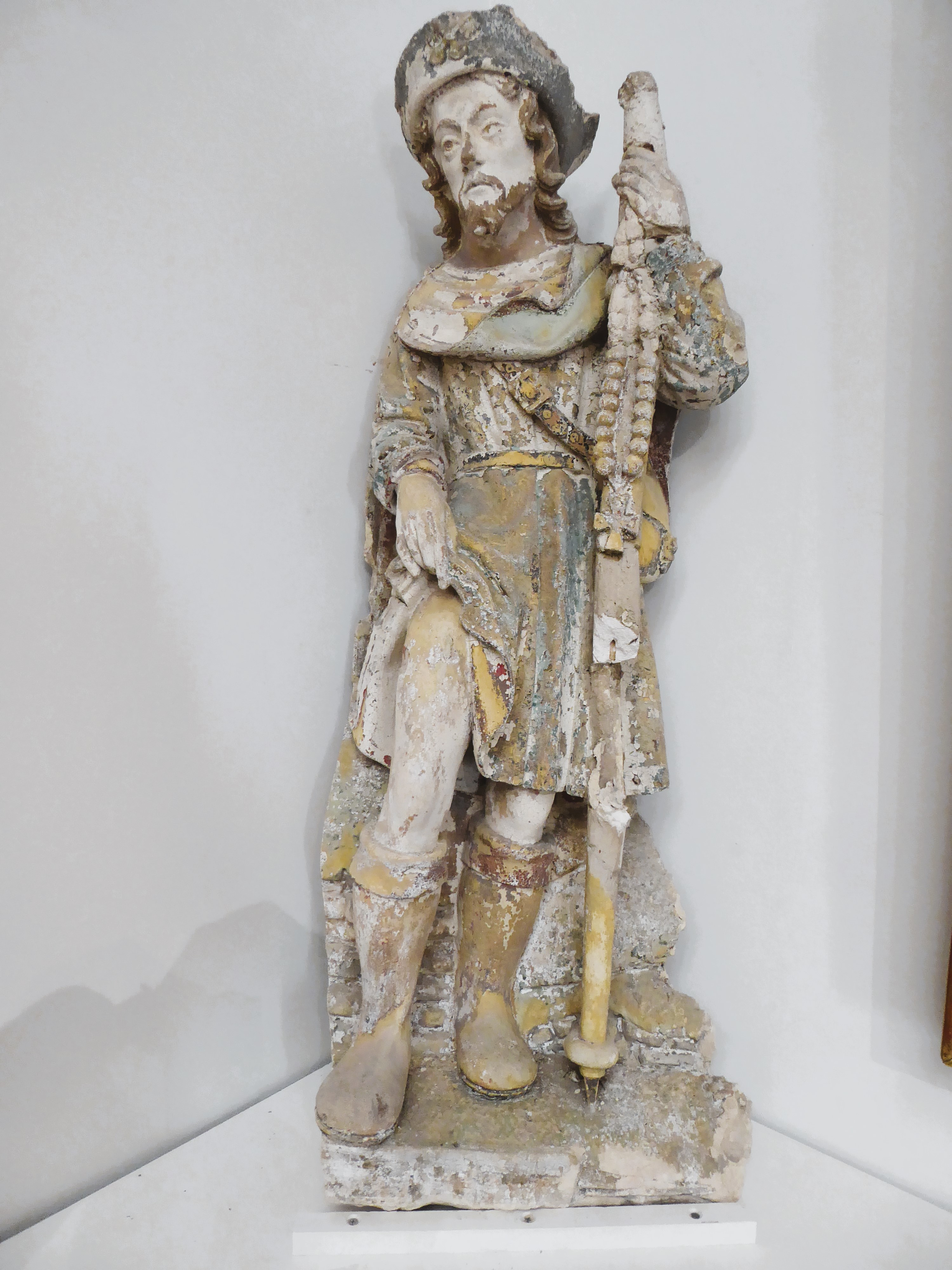
Statue de saint Roch, calcaire polychrome début XVIe siècle.
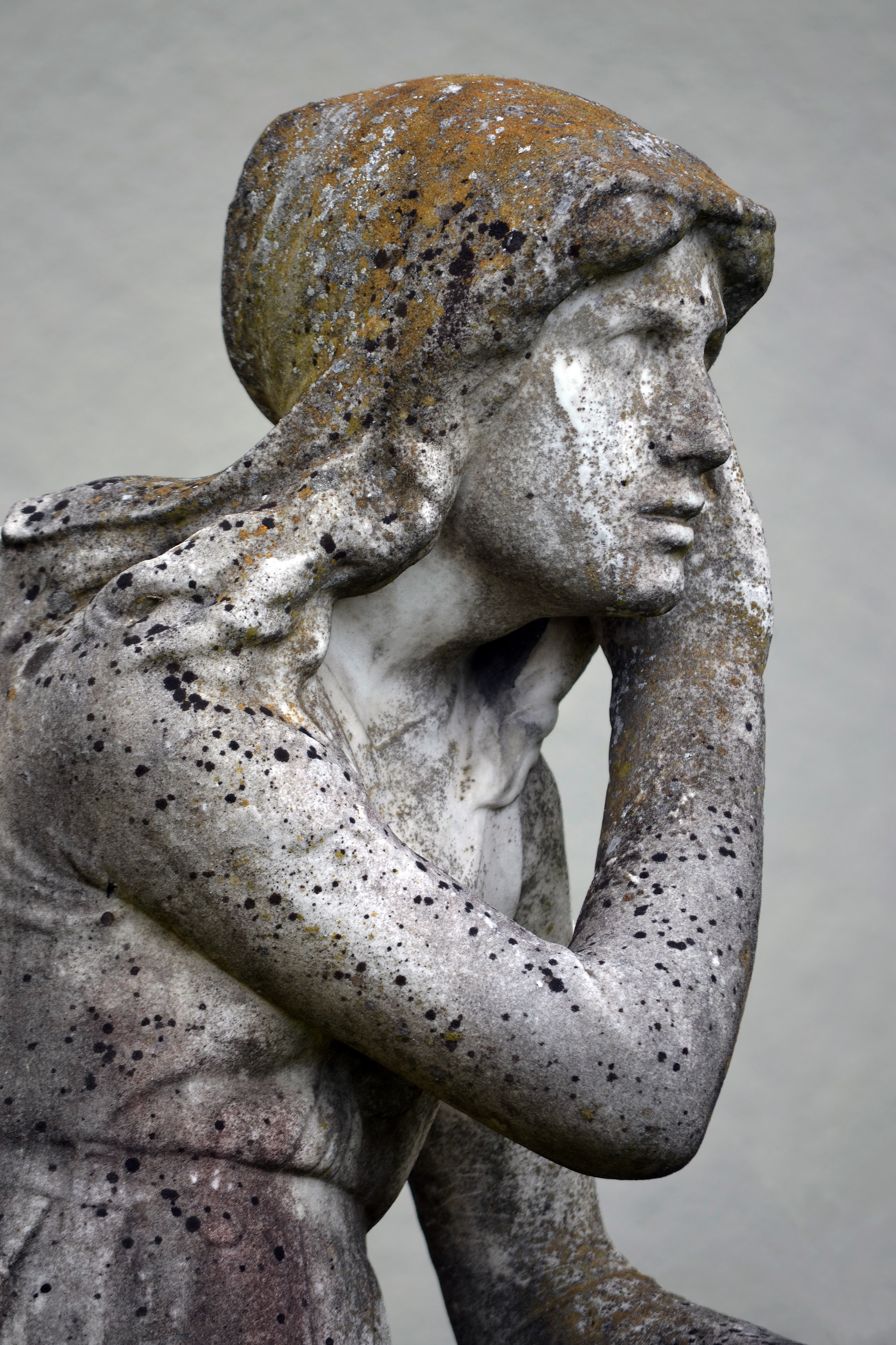
Jeanne écoutant ses voix, Georges Clère, Salon de 1869.
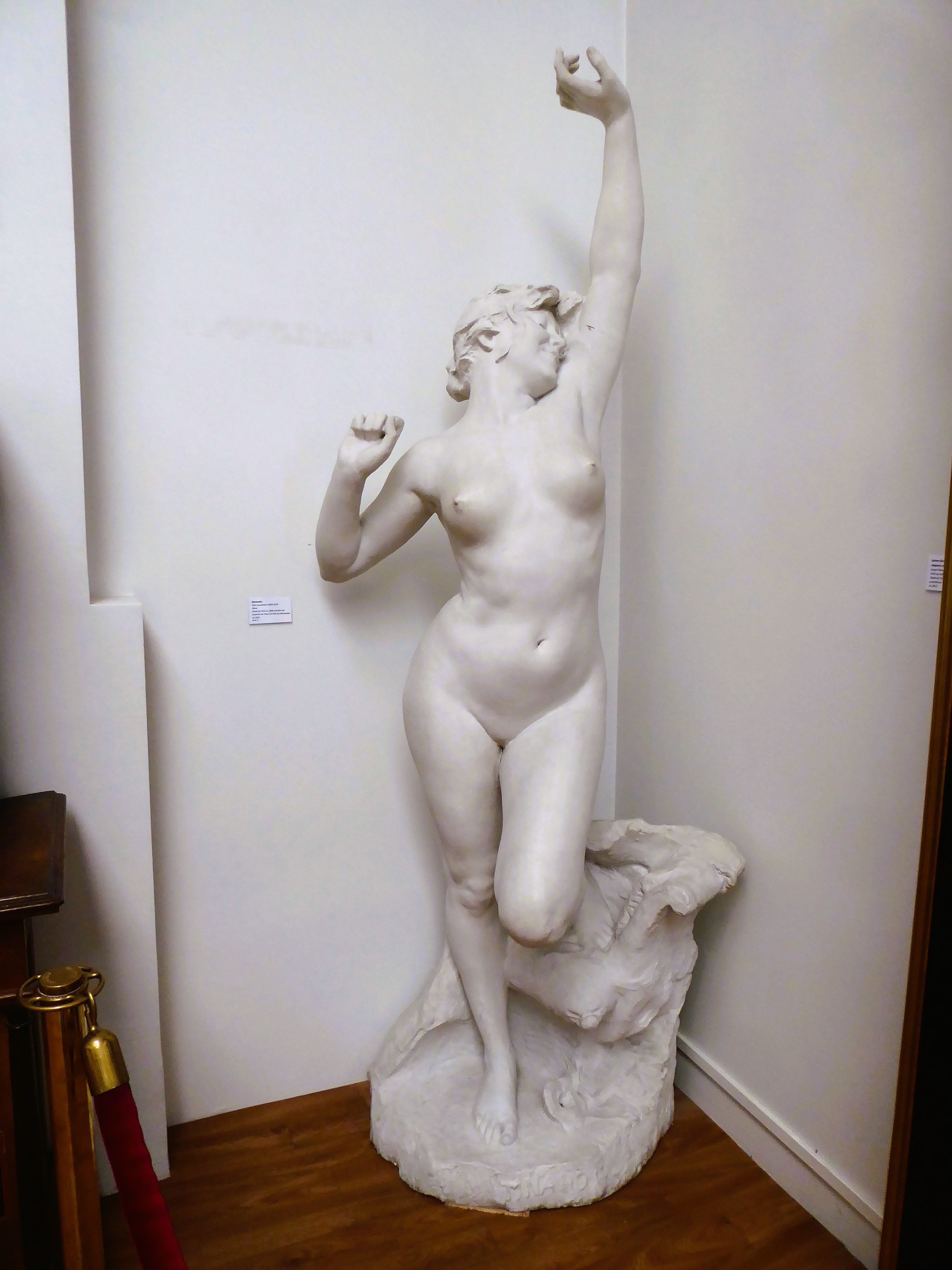
Matinado, plâtre de Félix Charpentier, 1889.

#### Art égyptien
Cette collection consacrée à l'art de l'Égypte antique expose des objets, en grande partie rapportés d'Égypte, à la fin du XIXe siècle, par des membres de la Société dunoise d'archéologie ; parmi eux, Émile Amélineau qui a entrepris les fouilles à Abydos et fait don au musée d'une partie de ses collections en septembre 1905, ainsi qu'un dépôt du musée des Beaux-Arts de Chartres.

#### Art asiatique
Plusieurs salles sont consacrées aux arts orientaux avec une grande collection de porcelaines de la Compagnie des Indes, une collection d'armes orientales (collection Holstein), ainsi qu'une collection de bijoux chinois.

#### Guerre franco-allemande de 1870
Une salle est dédiée à la guerre franco-allemande de 1870, et plus particulièrement aux combats du 18 octobre dans Châteaudun : sont exposés des armes, des éléments d'uniformes, ainsi que des œuvres retraçant cette bataille ayant profondément marqué la mémoire collective de la ville.
Cette salle accueille également une cloche du clocher de l'ancienne collégiale Saint-André classée monument historique, datée de 1588.

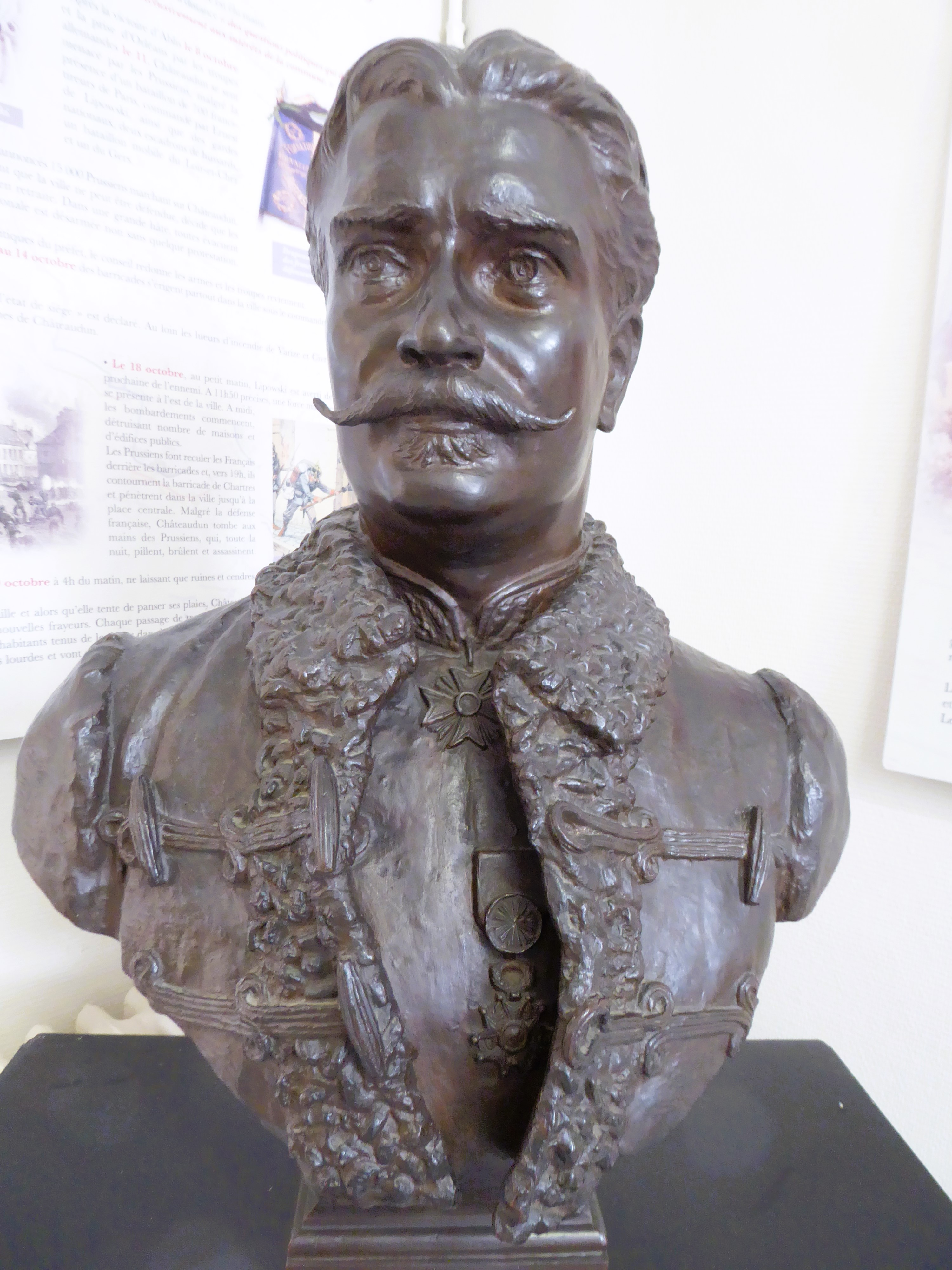
Général de Lipowski, bronze, 1904.
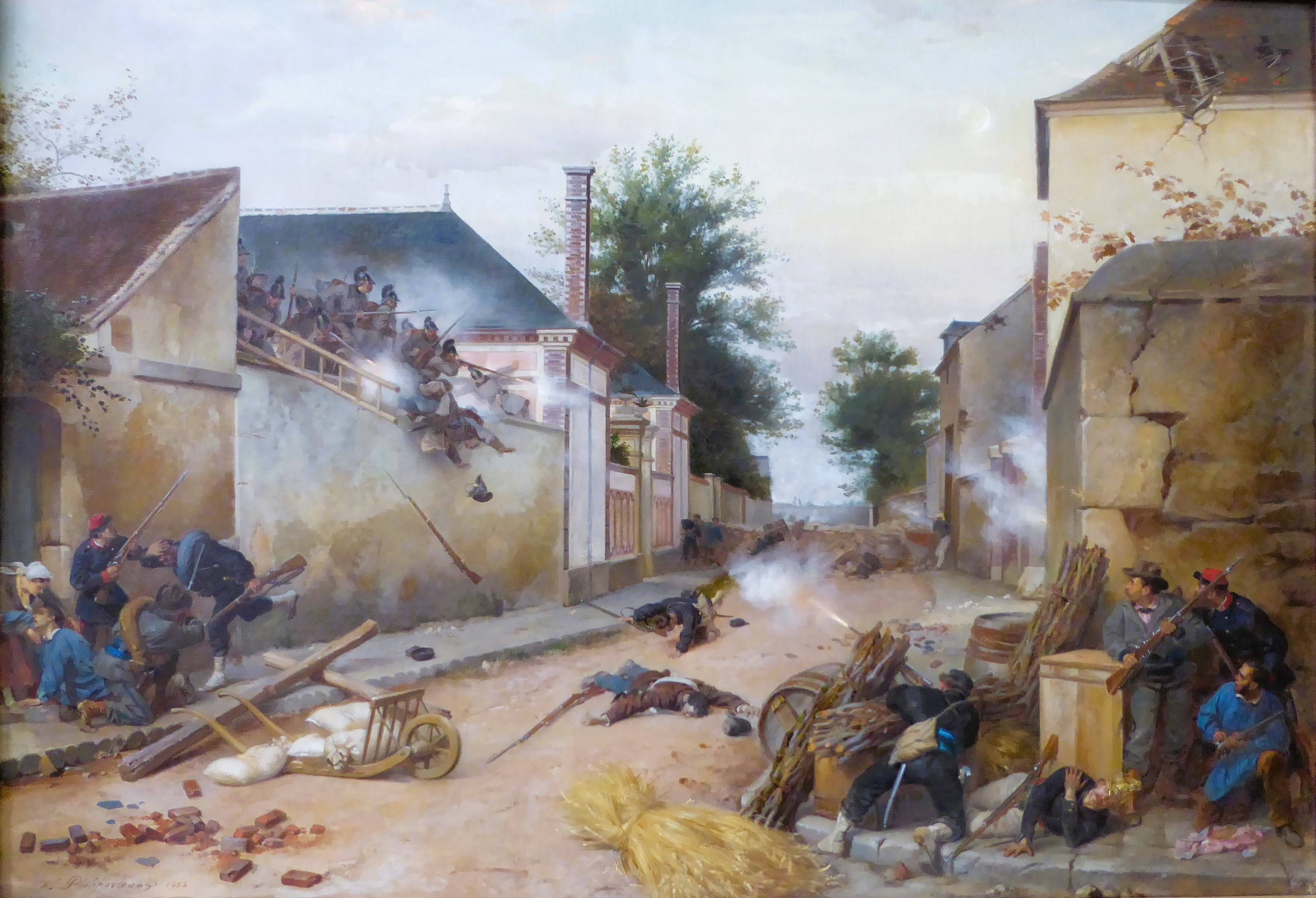
Barricade tournée Châteaudun 1870, Félix Philippoteaux, 1883.
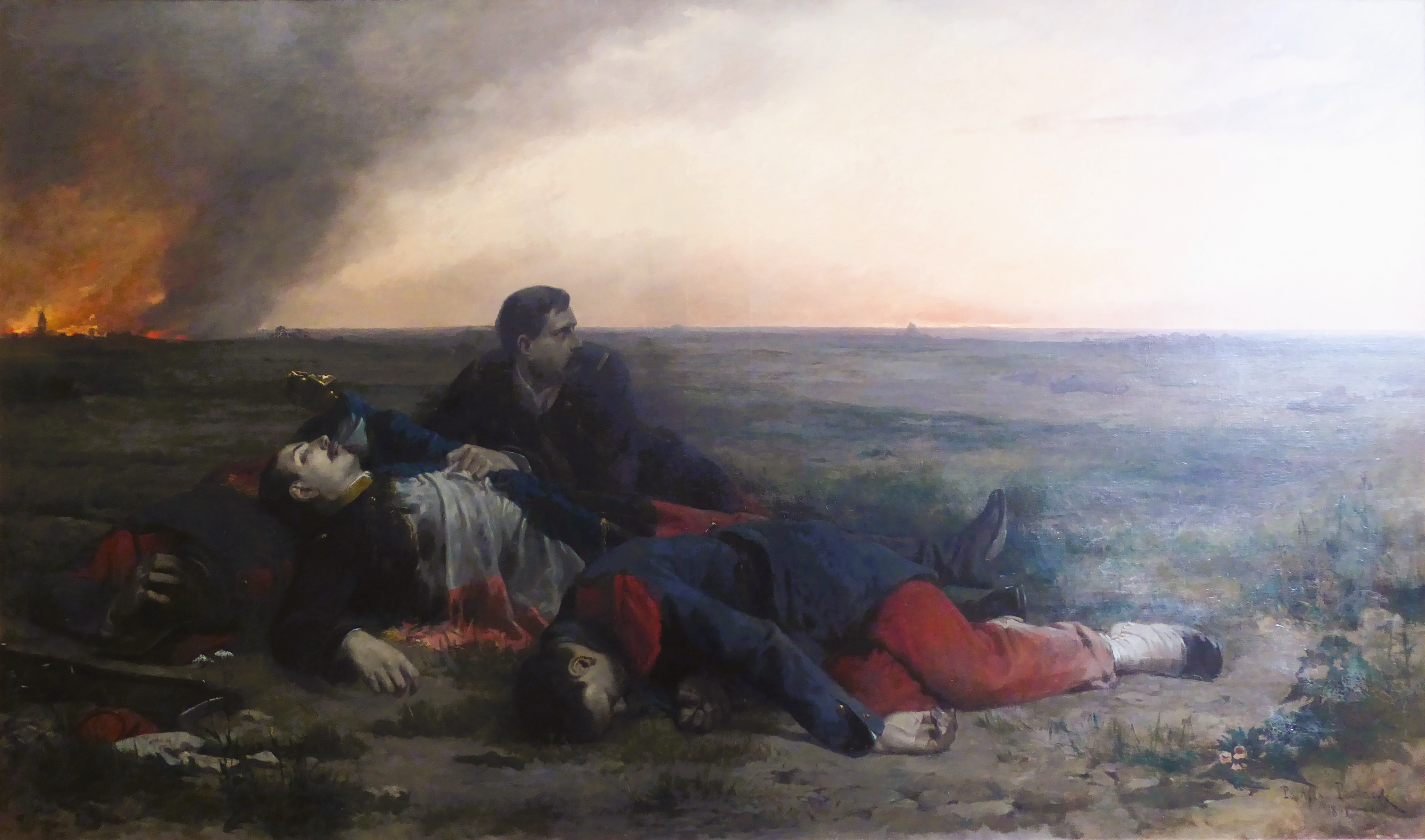
1870 (Saint-Privas) de Paul Alexandre Protais, 1875.

### Histoire naturelle

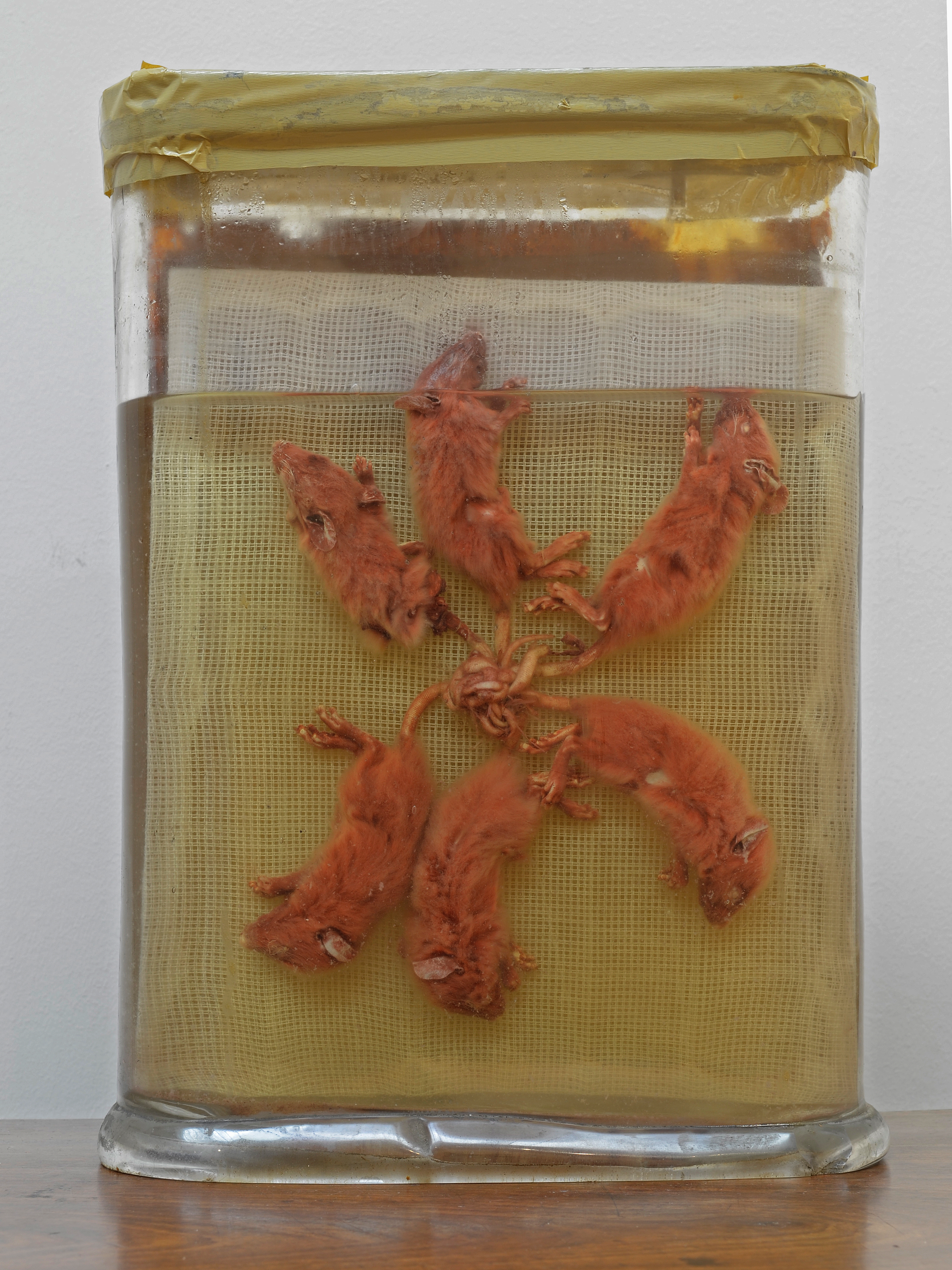
Roi de rats.

L'important département d'histoire naturelle contribue particulièrement à la réputation du musée : deux salles sont consacrées à la collection de plus de 2 500 oiseaux léguée par le marquis Léonce de Tarragon à la fin du XIXe siècle.

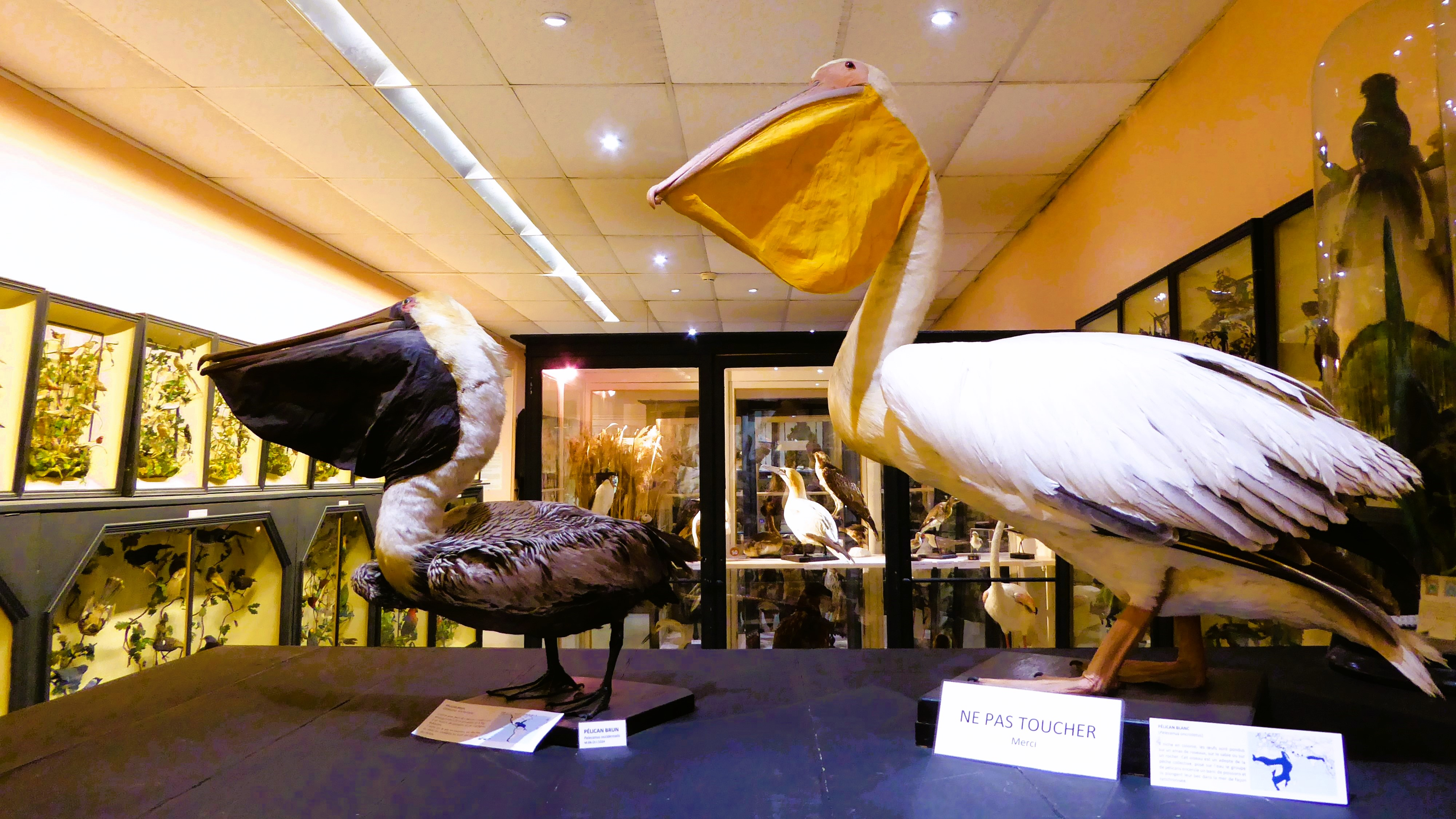
Pélicans brun et blanc.
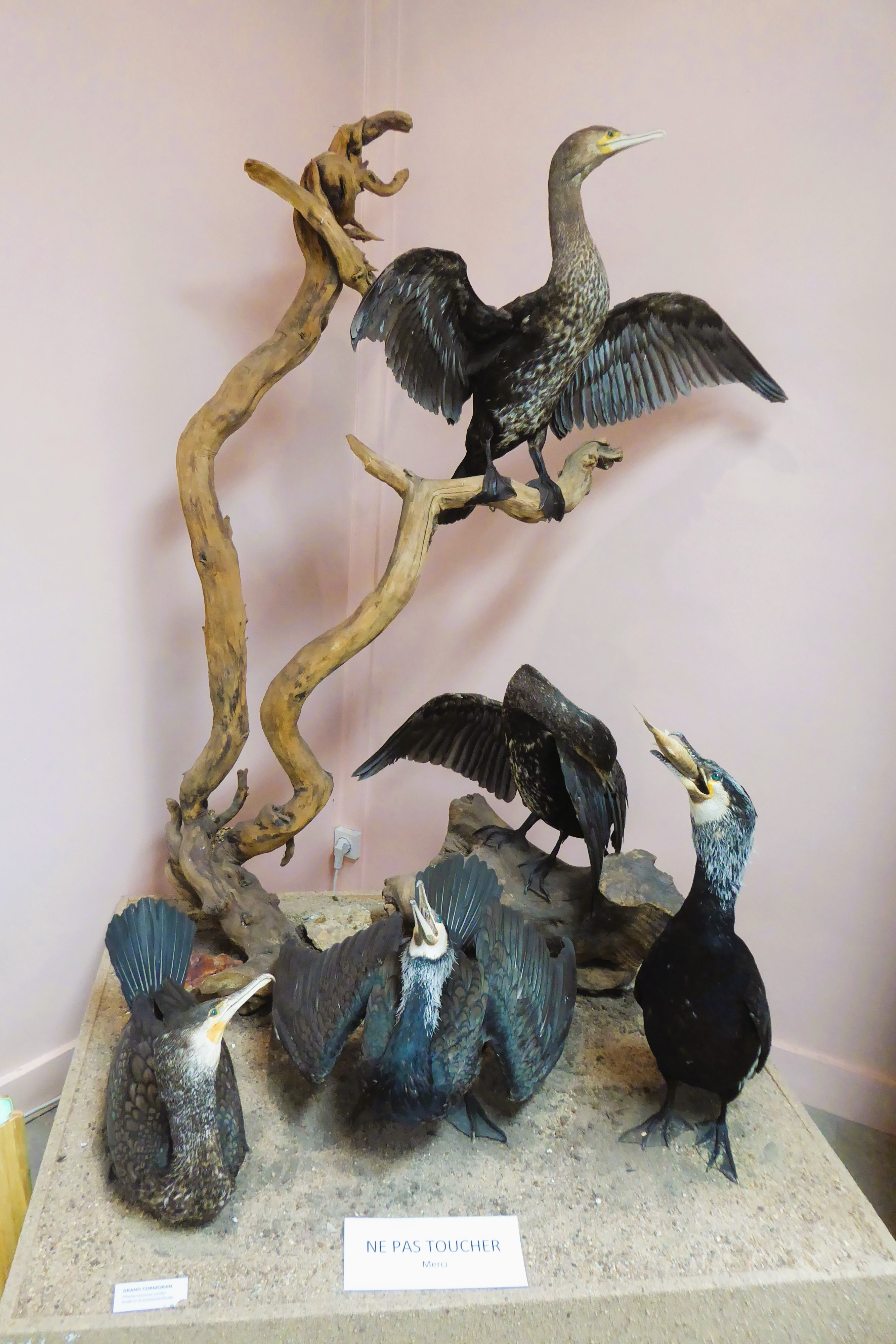
Grand cormoran.
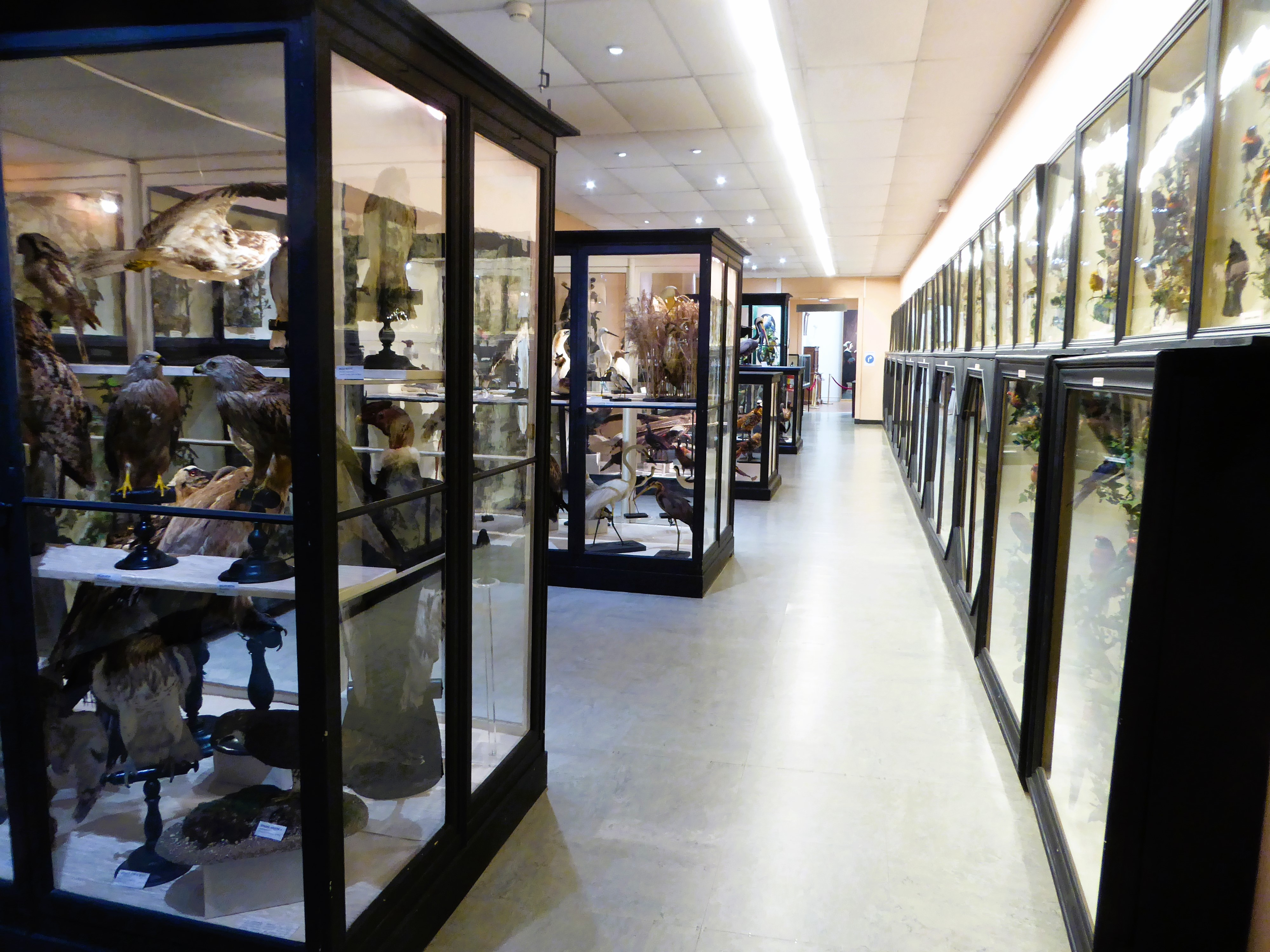
Une des deux salles Léonce Tarragon.